# Basílica de San Nicolás en Leszno
La Basílica Colegiata de San Nicolás en Leszno es una iglesia parroquial de San Nicolás en Leszno, tradicionalmente considerada la iglesia parroquial de Leszno.

## Historia
Construidas en 709-1710 por Pompeo Ferrari, las torres recibieron su forma actual después del incendio de 1790, consagrada en 1841, establecida como colegiata por Juan Juan Pablo II en 2000. En los años 1905-1907 se amplió la parte oriental de la iglesia en estilo neobarroco y se restauró el interior.

## Arquitectura

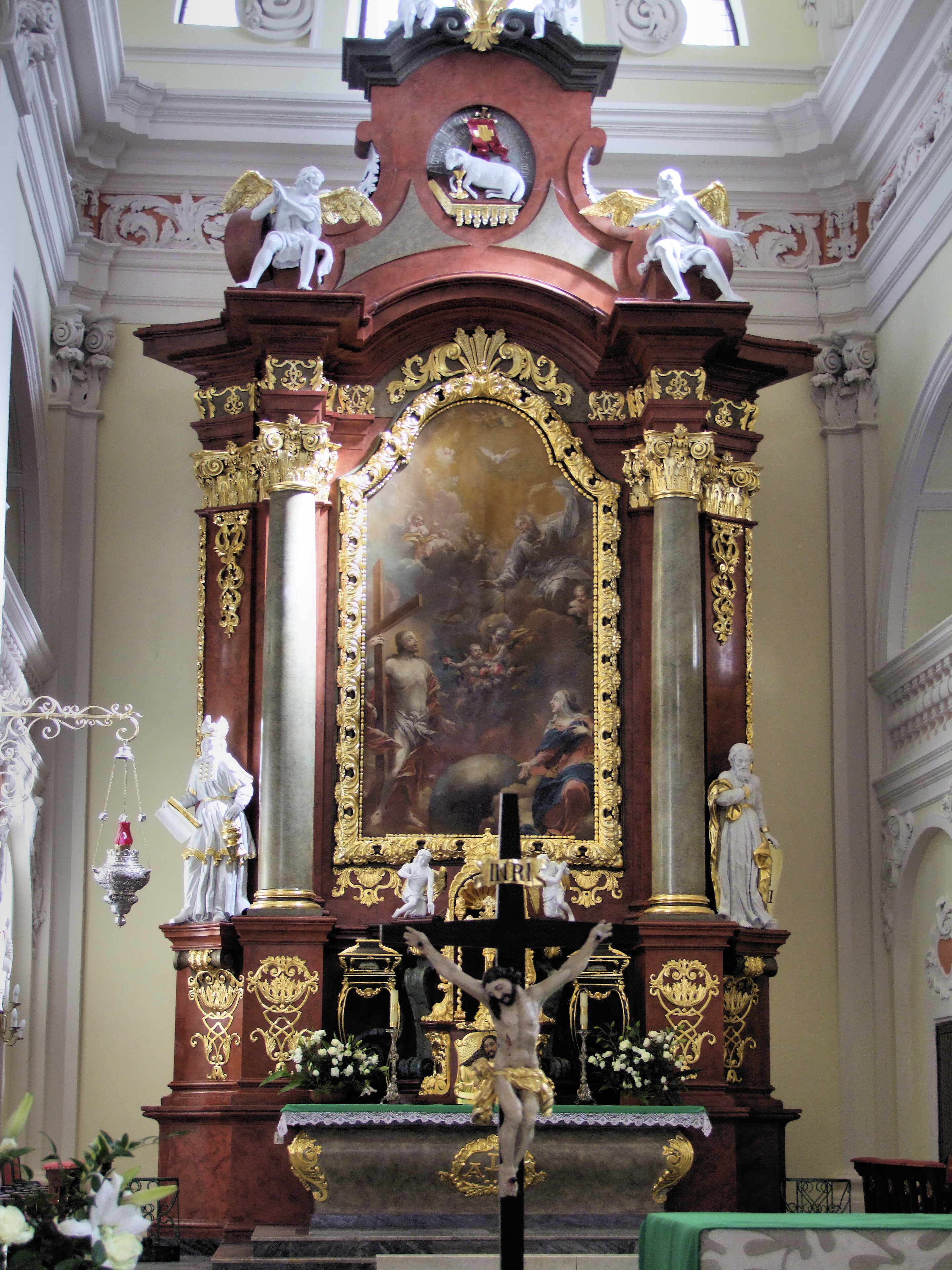
Altar mayor

La iglesia es un edificio de estilo barroco de tipo salón con una decoración de estuco de gran valor. Sobre el antiguo presbiterio hay una cúpula con ricas decoraciones de estuco. El altar mayor es de estilo barroco tardío, obra del arquitecto Jan Stier de Rydzyna. En la sacristía se encuentra el epitafio  deAleksander Sułkowski del año 1762. Entre los monumentos más valiosos del siglo XVIII destacan los altares laterales y el púlpito, con una rica decoración escultórica y tallada en madera. En las naves laterales se encuentran ricas lápidas de los hermanos Leszczyński: Rafał, voivoda de Poznań y gran tesorero de la Corona, padre del rey Estanislao, y Bogusław, obispo de Lutsk. Las lápidas están colocadas en nichos decorados con figuras, probablemente según el diseño de Pompeo Ferrari. En la balaustrada del órgano se encuentra el escudo de armas de Wieniawa y una mitra episcopal en memoria del fundador de la iglesia, Bogusław Leszczyński. El preboste del Capítulo Colegiado es el P. Jan Majchrzak, canónigo honorario del Capítulo Metropolitano de Poznań.

## Basílica
El 22 de febrero de 2013 Congregación para El culto divino y la disciplina de los sacramentos, en virtud de poderes especiales concedidos por el Papa Benedicto XVI, elevó la iglesia al título y dignidad de basílica menor, otorgándole todos los derechos y privilegios litúrgicos asociados. El domingo 26 de mayo, el arzobispo metropolitano de Poznań, Mons. Stanisław Gądecki, consagró la iglesia y anunció la decisión del Papa Benedicto XVI durante una misa solemne. De este modo, la basílica de Leszno es la cuarta iglesia de la archidiócesis de Poznań que lleva este título, después de la archicatedral y la iglesia parroquial de Poznań y el santuario de Święta Góra.